# Pleurothallis tenebrosa
Pleurothallis tenebrosa là một loài thực vật có hoa trong họ Lan. Loài này được Luer miêu tả khoa học đầu tiên năm 1999.